# Advanced Satellite for Cosmology and Astrophysics
Der Advanced Satellite for Cosmology and Astrophysics (ASCA), auch bekannt unter der Bezeichnung ASTRO-D oder Asuka war ein japanisch-amerikanisches Weltraumteleskop für Röntgenastronomie.
ASCA war der vierte japanische Röntgensatellit und wurde vom japanischen Institut für Raumforschung ISAS zusammen mit der NASA entwickelt. ASCA wurde am 20. Februar 1993 vom Kagoshima Space Center mit einer M-3S-2-Rakete in eine niedrige Erdumlaufbahn mit 31,5 Grad Bahnneigung gebracht. Der Satellit war bis zum 14. Juli 2000 in Betrieb, an dem in einem geomagnetischen Sturm die Lageregelung ausfiel. Am 2. März 2001 verglühte er in der Erdatmosphäre über dem Westpazifik.
ASCA verfügte über vier identische Röntgenteleskope vom Wolter-Typ mit einer effektiven Gesamtfläche von 1300 cm2 bei 1keV Energie und 600 cm2 bei 6–7 keV. Als erstes Röntgenobservatorium nutzte ASCA hinter zwei seiner vier Röntgenteleskope CCD-Detektoren mit denen die Energie der Röntgenphotonen genauer als mit früheren Detektorsystemen gemessen werden konnte. Damit aufgenommene Röntgenspektren trugen vor allem zum besseren Verständnis aktiver galaktischer Kerne und der sie umgebenden Materie bei. Die beiden anderen Teleskope verfügten über abbildende Proportionalzähler als Detektoren.